# Christian Friedrich Krull
Christian Friedrich Krull (* 11. April 1748 in Hessen am Fallstein bei Wolfenbüttel; † 23. Februar 1787 in Braunschweig) war ein Braunschweiger Medailleur und Bildhauer.

## Leben
Christian Friedrich Krull war der Sohn des Pfarrers Johann Heinrich Krull und besuchte in Wolfenbüttel die höhere Schule. Anschließend studierte er an der Universität Helmstedt Jura, später Mathematik und Naturwissenschaften. Nach Abbruch seines Studiums unterrichtete er die Kinder des Amtmanns Julius David Denicke in Süpplingenburg. Die Tochter von Denicke heiratete er 1776. Er gründete mit Lessing und Abt Jerusalem gemeinsam den „Großen Klub“ in Braunschweig. Er starb am 23. Februar 1787 an Schwindsucht.

## Werk

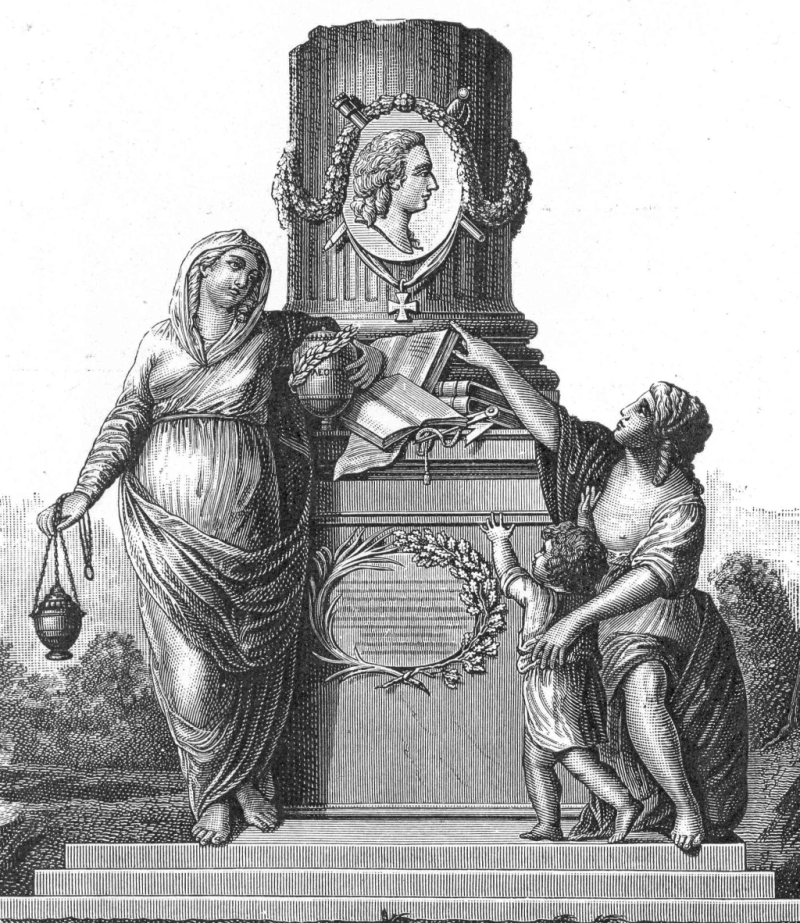
Auf der abgebrochenen Säule ist das Medaillonbildnis Herzog Leopolds von Krull

Neben den für Johann Heinrich Oden angefertigten zwei Medaillonbildnissen von Herzog Leopold und Ernst Siegmund von Lestwitz auf Grabsteinen, stellte er alle Stempel von 1776 bis 1787 der Braunschweiger Münze her. Er schnitt auch Münzstempel für benachbarte Münzstätten wie Hildesheim. Am 26. April 1782 wurde er zum Münzkommissar in Braunschweig ernannt. Ferner schuf er Modelle für die Porzellanmanufaktur Fürstenberg. Bekannt sind seine Porzellanbüsten für Abt Jerusalem und Lessing. Von Lessing existiert lediglich heute das lebensgroße Gipsmodell, das er unter Vorlage seiner Totenmaske schuf. Diese Büste hat eine derartige Lebendigkeit, dass sie alle gemalten Bildnisse von Lessing weit übersteigt.
Als seine Meisterstücke gelten die Münzen von Herzog Leopold, Lessing und seines Schwiegervaters Denicke.

## Einzelnachweis
1. ↑  P. J. Meier: Das Kunstwerk, S. 112 (siehe Literatur)

| Personendaten    | Personendaten                                  |
| ---------------- | ---------------------------------------------- |
| NAME             | Krull, Christian Friedrich                     |
| KURZBESCHREIBUNG | niedersächsischer Bildhauer der frühen Neuzeit |
| GEBURTSDATUM     | 11. April 1748                                 |
| GEBURTSORT       | Hessen (Osterwieck)                            |
| STERBEDATUM      | 23. Februar 1787                               |
| STERBEORT        | Braunschweig                                   |